# John Frederic Daniell
John Frederic Daniell (London, 1790. március 12. – London, 1845. március 13.) angol természettudós.

## Élete
Kezdetben különféle iparvállalatokat vezetett, de már 1813-ban a Royal Society tagja lett, mely társaságságnak később titkárává is választották. 1831-től kezdve a Londonban épp akkor alapított King's College-en a kémiát tanította. Munkái közül legnevezetesebbek azok, amelyek a galvanizmusra vonatkoznak. Ő állított először össze egy állandó galvánláncot, melyet róla Daniell-féle láncnak neveznek. Ezen állandó lánc minden egyes eleme egy rézhengerből állott, melyben tömény rézgálicoldat volt és ebben volt egy lent zárt ökörgége, mely a hígított kénsavat és az amalgámozott cinket foglalta magában. Ezen láncot Daniell tulajdonképpen csak azért nevezte állandónak, mert a folyadékok állandósága biztosítva volt. Később ezen elnevezést minden, a polarizációnak alá nem vetett battériára kiterjesztették. Nevezetes ezenkivül, hogy Daniell szerkesztett egy pirométert és egy higrométert. Iratai közül a legfontosabbak az: On Voltaic Combinations (Phil. Trans. 1836-39, 1842) című 6 értekezés első darabja, mert ebben van az általa szerkesztett galvánlánc leírva. Egyéb munkái: Meteorological Essays (London, 1823, 3. kiad. 2. köt. 1845); Introduction to the Study of chemical Philosophy etc. (Jb. 1839 és 1843); On a new Pyrometer (Ib. XI., 1821); On the constant Voltaic battery (Ib. XX. és XXI. 1842).